# Abdulbaset Sieda
Abdulbaset Sieda (Arabisch: عبد الباسط سيدا; ‘Abd al-Bāsiṭ Sīdā; geboren op 22 juni 1956) is een Koerdisch-Syrische geleerde, politicus en voorzitter van de Syrische Nationale Raad (SNC). Hij volgde Burhan Ghalioun op in juni 2012. Hij heeft een aantal boeken geschreven over de Koerden in Syrië en zijn academische werk gaat over oude beschavingen.